# Thelymitra pulchella
Thelymitra pulchella är en orkidéart som beskrevs av Joseph Dalton Hooker. Thelymitra pulchella ingår i släktet Thelymitra och familjen orkidéer. Inga underarter finns listade i Catalogue of Life.